# The Stereotypes
The Stereotypes é uma equipe de produção musical de R&B, hip hop e dance criada em 2003, composta por Jonathan Yip, Ray Romulus, Jeremy Reeves e Ray Charles McCullough II. Em junho de 2010, eles foram listados entre os dez principais compositores e produtores para se prestar atenção, através de lista elaborada pela revista Billboard.